# Kerk van de Aartsengel Michaël en Sint-Stanislaus
De Kerk van de Aartsengel Michaël en Sint-Stanislaus (Pools: Kościół św. Michała Archanioła i św. Stanisława) is een barokke parochiekerk in de Poolse stad Krakau. Ter gelegenheid van het 750-jarig jubileum van de heiligverklaring van Sint-Stanislaus verleende paus Johannes Paulus II de kerk de eretitel basilica minor. Omdat de kerk op een verhoging staat wordt de kerk in de volksmond ook wel "Op de rots" (Pools: Skałka) genoemd. Aangrenzend bevindt zich het Paulijnse kloostercomplex dat in dezelfde periode werd gebouwd.

## Geschiedenis
Men neemt aan dat op de plaats vroeger een heidense tempel stond. De kerk aan de oever van de Wijssel ligt op een verhoging in het landschap. Al in de 9e eeuw ontwikkelde zich hier tussen de moerassen een nederzetting. De eerste kerk betrof een aan de aartsengel Michaël gewijd romaans gebouw. In deze kerk werd in 1079 de toenmalige bisschop en later heilig verklaarde Stanislaus tijdens het celebreren van de mis door koning Bolesław vermoord. De moord was het gevolg van een conflict tussen de bisschop en de koning in verband met het losbandige leven van de koning. De moord leidde tot rebellie tegen de koning, die werd verbannen en onderdak vond in Hongarije. Het huidige kerkgebouw werd in de jaren 1733-1751 gebouwd op de plaats van een in opdracht van koning Casimir gebouwd gotisch godshuis uit de 14e eeuw.
De heilige Stanislaus werd in de Wawelkathedraal begraven, maar wordt in de Kerk op de Rots vereerd. Jaarlijks worden op 8 mei onder grote belangstelling de relieken van de heilige in een processie van de kathedraal naar de Michaël-en-Stanislauskerk gedragen.

## Interieur
De kerk heeft een rijke decoratie met stucwerk en altaarbeelden van Johann Georg Lehnert en Wojciech Rojowski. Het hoofdaltaar bevat een schilderij van de aartsengel Michaël van de Poolse schilder Tadeusz Kuntze (1758). Het Stanislaus-altaar in het linker kerkschip bevat een 17e-eeuws schilderij van de heilige en een houten altaartrede met bloedsporen van de bisschop. De muur aan de rechterkant van het altaar vertoont ook sporen van bloed. De barokke kansel bezit fraai rococo snijwerk. In de crypte van de kerk werden een groot aantal nationale bekendheden bijgezet:
- Jan Długosz (1415-1480), diplomaat en historicus
- Wincenty Pol (1807-1872), dichter, geograaf en vrijheidsstrijder
- Lucjan Siemieński (1809-1877), dichter, schrijver en vrijheidsstrijder
- Józef Ignacy Kraszewski (1812-1887), schrijver en historicus
- Teofil Lenartowicz (1822-1893), dichter en beeldhouwer
- Adam Asnyk (1838-1897), dichter, toneelschrijver en vrijheidsstrijder
- Henryk Siemiradzki (1843-1902), schilder
- Wyspiański (1869-1907), dichter, toneelschrijver en schilder
- Jacek Malczewski (1854-1929), schilder
- Karol Szymanowski (1882-1937), componist en pianist
- Ludwik Solski (1855-1954), theateracteur en -regisseur
- Tadeusz Banachiewicz (1882-1954), astronoom en wiskundige
- Czesław Miłosz (1911-2004), dichter en essayist, ontvanger van de Nobelprijs

## De vijver van Sint-Stanislaus
Na de moord op bisschop Stanislaus werd zijn lichaam in stukken gereten en in een vijver buiten de kerk gegooid. Volgens de legende heelde het lichaam zich op miraculeuze wijze terwijl de vijver bewaakt werd door vier adelaars. De vijver kreeg in 1683-1689 een barokke omheining. In het midden van de vijver bevindt zich het beeld van de heilige. Tijdens een restauratie in 1895-1896 werden de stenen adelaars vervangen door gietijzeren adelaars. Er wordt geloofd dat het water van de vijver helende eigenschappen bezit, vooral voor huid- en oogziekten.

## Afbeeldingen

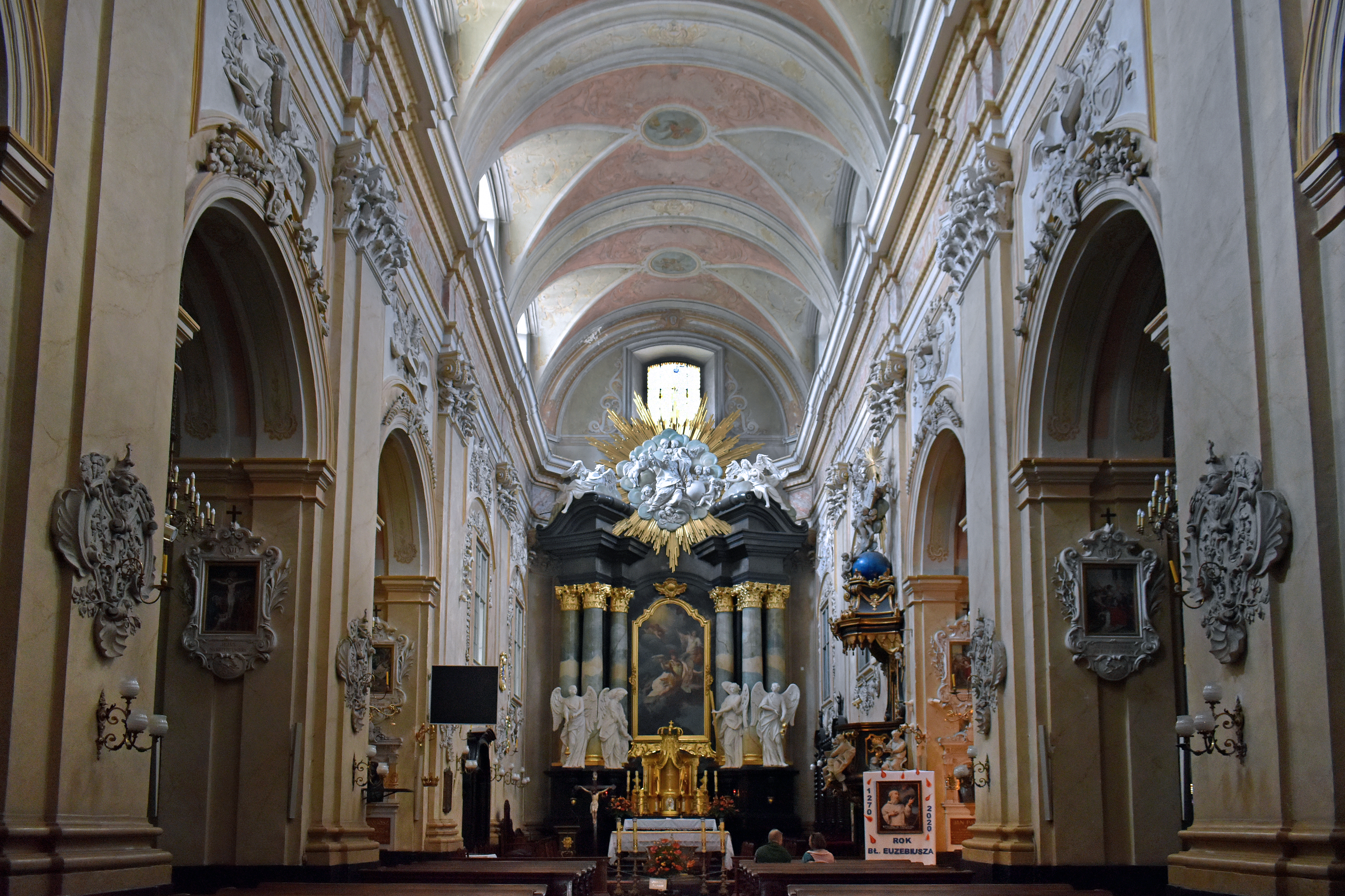
Interieur
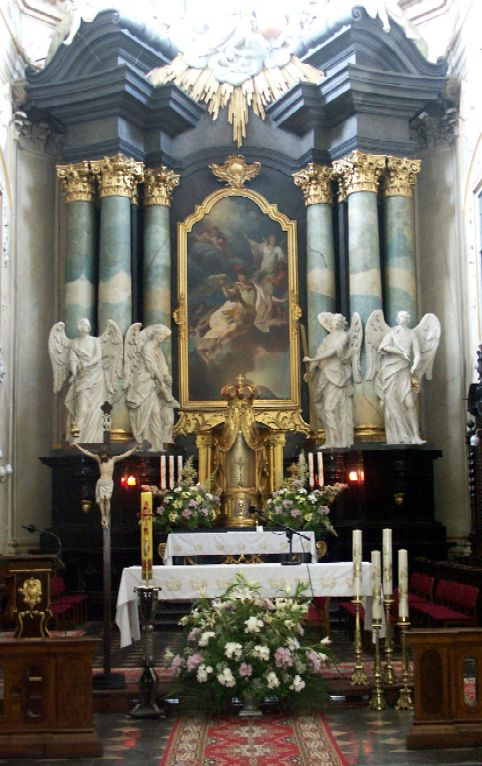
Hoofdaltaar
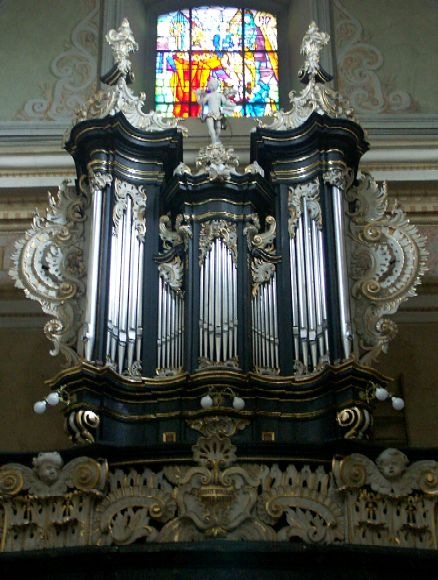
Orgel
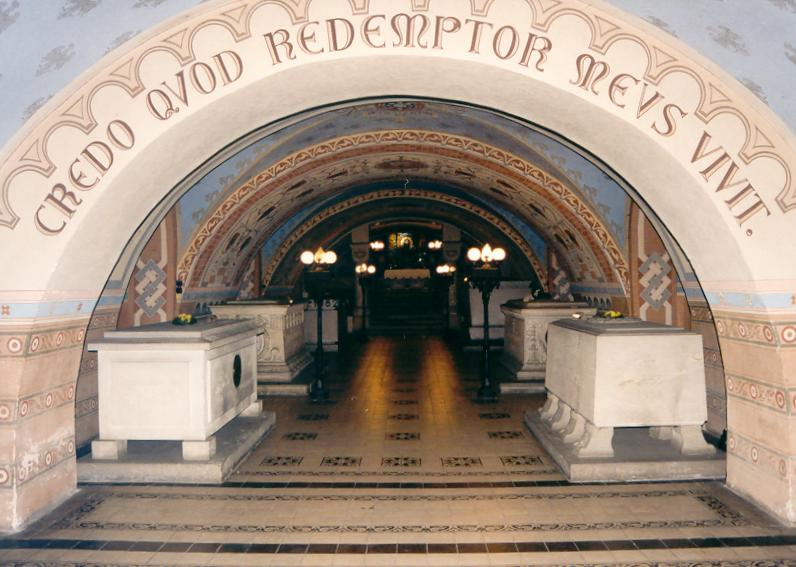
Crypte
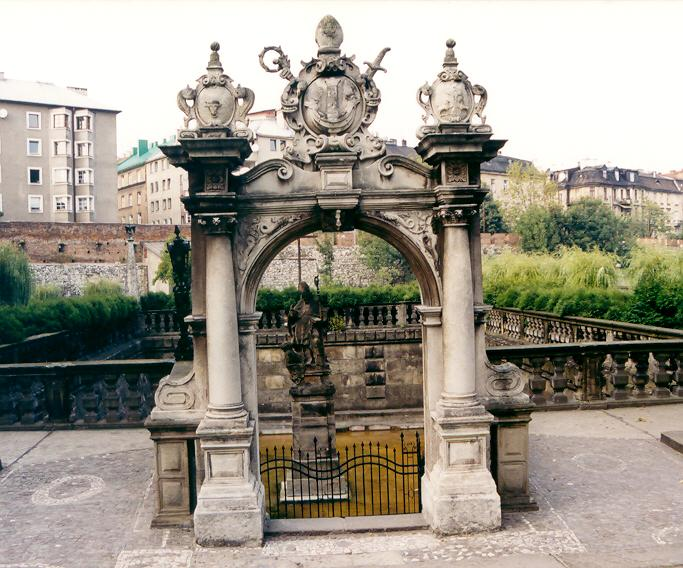
Vijver van Sint-Stanislaus